# Коновалове (зупинний пункт)
Конова́лове — пасажирський залізничний зупинний пункт Полтавської дирекції Південної залізниці.
Розташований у селі Коновалове, Гадяцького району, Полтавської області на лінії Лохвиця — Гадяч імені Сергієнка Миколи Івановича між станціями Лохвиця (12 км) та Венеславівка (10 км).
На зупинному пункті зупиняються приміські електропоїзди.